# Miss Stevens
Miss Stevens è un film del 2016 diretto da Julia Hart al suo debutto come regista.
Il film è stato presentato in anteprima mondiale al SXSW il 12 marzo 2016. Ha ricevuto una distribuzione limitata nei cinema il 16 settembre 2016, prima di essere distribuito in video on demand il 20 settembre 2016 dalla The Orchard.

## Trama
Rachel Stevens è un'insegnante di 29 anni in una scuola superiore della California che si offre volontaria ad accompagnare tre studenti ad un concorso teatrale per il fine settimana: Margot, Sam e Billy. Arrivata in hotel con i ragazzi, incontra un insegnante di nome Walter, con cui fa sesso quella sera stessa. Tornando in stanza, incontra Billy fuori dalla porta della sua camera, che le dice di aver perso la chiave della sua stanza.
Il giorno successivo Rachel va da un meccanico per riparare la macchina e Billy insiste ad accompagnarla mentre gli altri studenti sono impegnati con le prove. I due finiscono per fare passeggiate accompagnate da lunghe conversazioni, ma quando Billy le chiede se è lesbica, lei lo interrompe. Durante il primo round della gara Margot dimentica il suo monologo e scappa vergognata, venendo consolata dall'insegnante. A cena Billy la chiama con il suo nome, sorprendendo gli altri due studenti. Rachel lascia il ristorante per visitare Walter ma lui la rifiuta e lei ritorna nella sua stanza. Più tardi Billy bussa alla sua porta per scusarsi ma, accorgendosi della sua angoscia, cerca di farla divertire; in seguito lei le confessa di non aver ancora superato la morte di sua madre, avvenuta un anno prima. Il ragazzo la conforta con un abbraccio ma Rachel lo ferma e subito dopo vengono raggiunti da Sam e Margot. Rachel consola Sam per il suo appuntamento andato male e Billy se ne va sbattendo la porta, non sentendosi considerato.
La mattina dopo Billy recita appassionatamente il proprio monologo e Rachel si congratula con lui, ricevendo risposte inadeguate. Rendendosi conto che la situazione è fuori controllo, Rachel chiama il preside ma lo studente scappa; mentre Rachel lo cerca incontra nuovamente Walter, che le consiglia di smettere di aprirsi e prendersi cura così tanto dei suoi alunni. Billy, intanto, si classifica secondo nella gara teatrale. Durante il viaggio di ritorno l'aria è davvero pesante, finché Margot ricorda loro che Billy deve ancora recuperare un test che avrebbe dovuto consegnare prima della partecipazione alla gara, ed il risultato è il ragazzo che lo completa con risultati perfetti.
A scuola l'insegnante suggerisce a Billy di parlare con i suoi genitori delle sue medicine e di farsi prendere cura da loro: come risposta Billy le dice che anche lei stessa ha bisogno di qualcuno che si prenda cura di lei. In macchina, rivolge un sorriso a Billy e alla sua famiglia, e parte.

## Produzione
Nel febbraio 2013 venne annunciato che Ellen Page avrebbe diretto il film tratto da una sceneggiatura di Julia Hart, con Anna Faris nel ruolo dell'insegnante.  Nel 2015, Julia Hart, che ha scritto la sceneggiatura, ha sostituito Page come regista, esordendo così dietro la macchina da presa.
Il film è stato prodotto dalla Gilbert Films e Anonymous Content, con Gary Gilbert e Jordan Horowitz che producono in rappresentanza della Gilbert Films e Doug Wald in rappresentanza della Anonymous Content; anche Michael B. Clarke e Alex Turtletaub di Beachside hanno coprodotto il film. Nicole Romano e Trevor Adley erano produttori esecutivi, in rappresentanza della Anonymous Content.
Nel maggio 2015, Anthony Quintal ha annunciato tramite il suo canale YouTube di essere stato scelto per il film. In un'intervista, Quintal in seguito disse che Julia Hart si era avvicinata a lui e gli disse "So solo che sei perfetto per questo ruolo. Ho cercato qualcuno per interpretare questo ruolo per così tanto tempo. Mi sono imbattuto in te e nel tuo video di recente e ha pensato: "Eccolo. È lui!'" Nel giugno 2015, è stato annunciato che anche Lily Rabe, Timothée Chalamet, Lili Reinhart e Rob Huebel erano sono stati scelti, con la Rabe in sostituzione della Faris come protagonista.

### Riprese
La produzione del film è iniziata a maggio 2015, nella Simi Valley, in California, e si è conclusa il 22 giugno 2015.

## Distribuzione
Il film è stato presentato in anteprima mondiale alla SXSW il 12 marzo 2016. Poco dopo, The Orchard ha acquistato i diritti di distribuzione del film. Il film è stato distribuito in versione limitata nelle sale il 16 settembre 2016, prima di essere trasmesso in streaming su video on demand il 20 settembre 2016.

## Accoglienza

### Incassi
Il film ha incassato ai botteghini 4.611 dollari, rivelandosi, nonostante l'approvazione della critica, un vero flop economico.

### Critica
Miss Stevens ha ricevuto molte recensioni positive dalla critica cinematografica. Detiene una valutazione di approvazione del 91% sul sito web Rotten Tomatoes, basato su 22 recensioni, con una valutazione media di 7,.3/10. Su Metacritic, il film ha un punteggio di 65 su 100, basato su 9 critici, indicando "recensioni generalmente favorevoli."
Stephen Holden del The New York Times ha classificato il film come un "NYT Critic's Pick", descrivendolo come un "modesto debutto alla regia caloroso..." Ha scritto che Rabe ha dato una "performance meravigliosamente equilibrata."

## Riconoscimenti
- SXSW Film Festival 2016
  - Premio Speciale della Giuria per la miglior attrice a Lily Rabe
  - Candidatura al Premio Speciale della Giuria per la miglior sceneggiatura a Julia Hart
  - Candidatura al Miglior film a Julia Hart